# Ključ (Novi Marof)
Ključ falu Horvátországban Varasd megyében. Közigazgatásilag Novi Marofhoz tartozik.

## Fekvése
Varasdtól 16 km-re délre, községközpontjától 2 km-re keletre a Bednja-folyó nagy kanyarjában a bal parton, közvetlenül az A4-es autópálya mellett fekszik.

## Története
A település alapítási ideje nem ismert, novi marofi uradalom részeként a 17. században a Patacsich család birtoka volt. A birtokot a 18. században az Erdődyek vásárolták meg. Erdődy Lajos horvátországi birtokait, így a novi marofi uradalmat is  Károly fia örökölte meg, majd fiai István és Rudolf voltak a birtokosai. Erdődy István 1924-ben örökös nélkül halt meg, de testvére gróf Erdődy Rudolf és felesége Lujza grófnő a környék nagy jótevője volt. Birtokait szétosztotta az igénylők között. 
A falunak 1857-ben 715, 1910-ben 984 lakosa volt. A trianoni békeszerződésig Varasd vármegye Novi Marofi  járásához tartozott. 2001-ben 271 háza és 980 lakosa volt.

## Nevezetességei
Népi építésű présházak.

## Külső hivatkozások
- Novi Marof város hivatalos oldala Archiválva 2011. április 16-i dátummal a Wayback Machine-ben
- Varasd megye kulturális emlékei[halott link]